# 유언 (삼국지)
유언(劉焉, ? ~ 194년)은 중국 후한 말의 군웅으로 자는 군랑(君郞), 형주 강하군 경릉현(竟陵縣) 사람이다. 전한 경제의 4남 노공왕 유여(劉餘)의 후손이다. 후한 말의 혼란 속에서 주목의 영향력을 강화할 것을 건의하였고, 스스로 익주로 부임해서는 독자적인 세력을 구축하였다.

## 생애

### 황실 성씨로서
유언의 조상은 전한 경제의 아들 노공왕(魯恭王) 유여의 후손으로 원화 연간에 강하군 경릉현으로 이주하였다. 젊은 나이부터 주군에서 관리로 근무하였고, 종실인지라 중랑(中郞) 혹은 낭중 으로도 일하였다. 160년(연희 3년) 스승 축염 이 죽자 관직을 떠나 영천군의 양성산(陽城山)에서 학문을 닦았다. 이후 사도부(司徒府)에 현량방정(賢良方正)으로 추천됐으며 낙양현령, 기주자사, 남양태수, 종정(宗正)을 거쳐 태상까지 올랐다.

### 야망을 숨긴 채 입촉
188년(중평 5년) 한나라의 정치가 어지러워 사방에서 병란이 끊이지 않았다. 유언은 그 이유를 자사의 권위가 약해 제어가 안 될 뿐더러 그 자리에 부적합한 자들이 앉아있기 때문이라 보고 영제에게 건의하기를, “뇌물로 자사나 태수를 산 자들이 백성을 벗겨 먹어 이반에 이르게 하고 있습니다. 청렴으로 이름이 높은 중신들을 지방관으로 파견하여 전국을 안무해야 합니다.”라 하였다. 그러고는 교지목이 되어 난세를 벗어나려 했는데 시중(侍中) 동부의 ‘익주에 천자의 기운이 있다’는 귀띔에 익주로 마음을 바꾸었다. 건의는 받아들여져 감군사자(監軍使者)에 익주목을 겸하였고 양성후(陽城侯)에도 봉해졌다. 태복(太僕) 황완은 예주목으로, 종정 유우도 유주목으로 파견되었으며 관질은 전과 같게 하니 주목의 위세가 커졌다.

### 독자 세력 구축
당시 익주는 전임 자사 극검(郤儉)의 실정으로 마상(馬相), 조지(趙祗) 등이 스스로 황건적이라 칭하며 광한군 면죽현(綿竹縣)을 중심으로 들고일어나 광한군, 촉군, 건위군, 파군을 휩쓸던 것을 익주종사(―從事) 가룡이 막 평정한 터였다. 가룡을 교위(校尉)로 삼고 주도는 면죽으로 정해 관대하게 위무에 힘쓰며 민심을 모아 슬슬 독자 세력을 꾀하였다.
남양과 삼보 등지에서 유입된 수만 가를 친위 세력화하여 동주병(東州兵) 내지 동주사(東州士)라 불렀다. 장로는 독의사마(督義司馬)에 임명했는데 그 어머니가 동안이면서 귀도(鬼道)를 일으켜 유언의 집에 자주 드나들었다. 장로는 별부사마(別部―) 장수(張脩)와 함께 병력을 끌고 가 한중태수 소고(蘇固)를 습격해 죽이고 야곡(斜谷)을 차단했으며 장수까지 살해해 그 무리를 흡수하였다. 유언은 미적(米賊)이 길을 막아 통하지 못하게 됐다고 상서하는 한편 유력 호족인 파군태수 왕함(王咸), 임공현장(臨邛縣長) 이권(李權) 등 십여 명을 숙청해 익주에서의 입지를 공고히 하였다. 191년(초평 2년) 이에 반발해 무기를 든 가룡과 건위태수 임기(任岐)도 진압하고 그 목숨을 빼앗았다.

### 중앙 진출 실패
더욱 기고만장해진 유언은 으리으리한 수레를 천여 승이나 만들었다. 형주목 유표가 ‘서하(西河)에서 공자인 양 행동했던 그 제자 자하(子夏)와 유언에게 닮은 구석이 있다’고 상표하였다. 유언의 아들들인 좌중랑장 유범(劉範), 치서어사(治書御史) 유탄(劉誕), 봉거도위(奉車都尉) 유장은 수도인 장안에 있었다. 유언은 조정에서 유장을 보내와 타이르는 것도 무시하고 유장을 돌려보내지 않았다. 194년(흥평 원년) 우부풍 미현(郿縣)에서 활동하던 정서장군(征西將軍) 마등이 유범과 공모하여 이각·곽사·번조 연립 정권을 몰아내려 하였다. 유언도 교위 손조(孫肇)에게 촉병 5,000명을 주어 이를 돕게 했지만 패배하여 유범과 유탄은 죽음을 당했다. 안 그래도 두 아들을 잃어 애통한데 면죽에 화재까지 덮쳐 온통 불바다가 되어버렸다. 주의 치소를 촉군 성도현(成都縣)으로 옮겼으며 같은 해에 등에 난 창으로 인해 세상을 떠났다. 조위(趙韙) 등은 그 후사로 넷째 아들 유장을 추대하였다.

## 삼국지연의
사서가 아닌 소설 《삼국지연의》에서는 첫 회에 유주태수로 등장하여 교위 추정의 의견에 따라 황건적에 맞설 의용군을 모집하는 역할을 맡았다. 여기에 자원하고 나선 이가 탁군의 유비와 그 의제 관우, 장비이다.

## 섬긴 사람들
| - 가룡 - 동부 - 방희 - 손조(孫肇) | - 여상(呂常) - 왕상(王商) - 장로 - 조위(趙韙) |

## 가계
- 어머니 : 황씨(黃氏) - 황완의 고모[9]
  - 아들 : 유모, 유장
    - 손자 : 유순

## 같이 보기
- 삼국지 인물 목록

## 참고 문헌
- 《삼국지》31권 촉서 제1 유언
- 《후한서》75권 열전 제65 유언